# 보르보네파르마 공주 마르가리타
보르보네파르마 공주 마르가리타(Princess Margarita de Bourbon de Parme, 1972년 10월 13일 ~ )는 네덜란드 공주 이레너와 파르마 공작 카를로스 우고 사이에서 태어난 장녀이다. 그녀는 보르보네파르마가의 일원일 뿐만 아니라 네덜란드 왕실의 연장자이기도 하다. 베아트릭스 여왕이 1996년 발표한 왕실 칙령에 따르면, 그녀는 네덜란드 왕실의 연장자의 일원으로서 네덜란드 공주 마르가리타 드 보르보네 드 파르마의 양식과 작위를 받을 권리가 있다.